# Trachystylis stradbrokensis
Trachystylis es un género monotípico de plantas herbáceas perteneciente a la familia de las ciperáceas. Su única especie, Trachystylis stradbrokensis (Domin) Kük., es originaria de Australia.

## Taxonomía
Trachystylis stradbrokensis fue descrita por (T.Koyama) T.Koyama y publicado en Botanische Jahrbücher für Systematik, Pflanzengeschichte und Pflanzengeographie 75(4): 496. 1952.
Sinonimia
- Cladium stradbrokense Domin
- Fimbristylis stradbrokensis (Domin) J.Kern
- Machaerina stradbrokensis (Domin) T.Koyama
- Trachystylis foliosa S.T.Blake[3]